# Sadie Plant
Sadie Plant (ur. 16 marca 1964 w Birmingham) – brytyjska filozofka, teoretyczka kultury, pisarka i tłumaczka. Znana przede wszystkim za swój wkład w teorię cyberfeminizmu.

## Biogram
Plant uzyskała tytuł doktor filozofii na Uniwersytecie Manchesterskim w 1989, a następnie wykładała na Wydziale Kulturoznawstwa (do 2002 Ośrodek Współczesnych Badań nad Kulturą) na Uniwersytecie w Birmingham, po czym przeniosła się na Uniwersytet w Warwick. Jej oryginalne badania były związane z Międzynarodówką Sytuacjonistyczną (związanej bezpośrednio z ruchem sytuacjonistycznym), zanim zaczęła prace nad społecznym i politycznym potencjałem cybertechnologii. Jej publikacje z lat 90. miały wpływ na rozwój teorii cyberfeminizmu.
W 2023 uczyła na Uniwersytecie Nauk Stosowanych w Bernie na Wydziale Praktyki Sztuki  Współczesnej.

## Publikacje
- The Most Radical Gesture: The Situationist International in a Postmodern Age (1992)
- Zeroes + Ones : Digital Women and the New Technoculture (1997)
- Writing on Drugs (1999)